# 目黒出入口
目黒出入口（めぐろでいりぐち）は、東京都港区にある首都高速道路2号目黒線のインターチェンジである。一ノ橋JCT方面の出入口のみ設置されているハーフインターチェンジである。
「目黒」の名が付いているが、目黒出入口が存在するのは目黒区ではなく、港区（白金台）から品川区（上大崎）にかけてである。

## 接続する道路
- 東京都道418号北品川四谷線
- 東京都道312号白金台町等々力線（目黒通り）

## 周辺
- 目黒駅
- 国立科学博物館附属自然教育園
- 東京都庭園美術館
- 都迎賓館
- インドネシア大使館
- 駐日タイ王国大使館
- 駐日マリ共和国大使館
- コロンビア大使館
- 台北駐日経済文化代表処

## 隣
首都高速2号目黒線
(201)天現寺出入口 - 白金TB（一ノ橋方面） - (203)目黒出入口 - (205)戸越出入口/(207)荏原出入口